# The Mystic Trumpeter
The Mystic Trumpeter is een compositie van Howard Hanson. Hanson componeerde dit werk voor spreekstem, koor en symfonieorkest. De spreekstem declameert en het koor zingt teksten van Walt Whitman; het gedicht met gelijknamige titel. Hanson en Whitman, beiden pacifist vragen zich af waarom er toch iedere keer een oproep tot oorlog is (de trompettist), en hopen op een betere wereld (lees mensheid) in de laatste strofe van het gedicht c.q. finale van de compositie: A reborn race appears- all joy! Hanson had al vaker muziek gezet onder teksten van Whitman.
De compositie is geschreven in de laat-romantische stijl. Het werk is geschreven in opdracht van het Instituut voor Studies naar Amerikaanse muziek van de Universiteit van Missouri, Kansas City. Hanson gaf zelf de première

## Bron en discografie
- Uitgave Delos International 3160; Koor en orkest van Seattle Symphony; Gerhard Schwarz; spreekstem James Earl Jones.